# Trypeta diversata
Trypeta diversata är en tvåvingeart som först beskrevs av Walker 1865.  Trypeta diversata ingår i släktet Trypeta och familjen borrflugor. Inga underarter finns listade i Catalogue of Life.